# Мунххан
Мунххан (монг. Мөнххаан) —сомон Сухе-Баторського аймаку Монголії. Територія 7,4 тис. км², населення 5,1 тис. чол.. Центр — селище Баясгалант розташоване на відстані 99 км від Баруун-Урт та 350 км від Улан-Батору.

## Соціальна сфера
Є школа, лікарня, сфера обслуговування.